# Villa de Álvarez
Villa de Álvarez är en kommun i Mexiko.   Den ligger i delstaten Colima, i den södra delen av landet, 500 km väster om huvudstaden Mexico City. Antalet invånare är 119 956. Arean är 428 kvadratkilometer.
Terrängen i Villa de Álvarez är varierad.
Följande samhällen finns i Villa de Álvarez:
- Ciudad de Villa de Álvarez
- El Mixcuate
- Las Joyitas
- Agua Dulce
- La Lima